# Claude Atcher
Claude Atcher, né le 6 décembre 1955 à Sauclières (Aveyron), est un joueur de rugby à XV français devenu ensuite homme d'affaires et organisateur d'événements sportifs internationaux.
Il est président du Marseille Vitrolles rugby de sa création en 2007 jusqu'en 2010. Il quitte sa fonction afin de se consacrer pleinement au management de la société Score XV, qu'il fonde en 2008.
En 2017, il dirige la candidature « #France2023 » visant à organiser en France la Coupe du monde de rugby en 2023. Le 15 novembre 2017, la France est choisie par les membres du Conseil de World Rugby devant l’Afrique du Sud et l’Irlande. Il devient alors le directeur général du comité d'organisation de la compétition, mais est mis à pied officiellement le 2 septembre 2022. 
Claude Atcher est l'oncle de Ludovic Chaker.
Claude Atcher est accusé de recel d’abus de confiance, de travail dissimulé et d’abus de bien social en 2022.

## Biographie

### Carrière de joueur
Avant de devenir joueur de rugby, Claude Atcher est stagiaire professionnel du centre de formation du Nîmes Olympique au poste de gardien de but.
Claude Atcher joue tout d'abord au poste de troisième ligne centre au Rugby club Nîmes Gard avant de rejoindre le Racing Club de France, où il est finaliste du championnat de France de rugby à XV 1986-1987. En 1985, il est l’un des premiers rugbymen français à partir jouer en Nouvelle-Zélande. Il évolue au club de Victoria University College. En 1995, à l'âge de 40 ans, alors que le rugby devient professionnel, il revient au Racing Club de France jouer quelques matchs à la demande de l'entraîneur australien Bob Dwyer.
Il a porté à une quinzaine de reprises le maillot de l'Équipe de France B[réf. nécessaire]. Il a été appelé en équipe de France à 6 reprises comme remplaçant[réf. nécessaire].

### Carrière professionnelle
Titulaire d’une maîtrise de psychologie de l’université de Toulouse, Claude Atcher a exercé comme éducateur de la protection judiciaire de la jeunesse. 
Après sa retraite sportive, il crée une première société, Promosport Conseil, qui organise des opérations de relations publiques autour d'événements sportifs nationaux et internationaux. Parallèlement, il s'intéresse à la remise en forme d'équipes sportives de haut niveau, au travers d'un concept novateur, Vitaline, associant un suivi médical personnalisé à la performance sportive. Ces idées, encore nouvelles pour l'époque, introduisent la performance sportive dans le monde de l'entreprise. Il organise l'intervention de sportifs de haut niveau, lors de séminaires ou d'événements annuels valorisant l'esprit d'équipe dans l'effort. 
Continuant sur sa lancée, deux ans plus tard, en 1986, il devient vice-président de la société Telemundi France, rattachée à Telemundi Group, une entreprise internationale axée sur le sport et la culture, présente dans 26 pays. Il se voit confier la charge sur le territoire national, des droits dérivés (licensing, merchandising et sponsoring) de la Coupe du monde de football de 1990 en Italie, de l'Exposition universelle de Séville en 1992, de l'École Royale d'Art Équestre Andalouse et des Jeux olympiques de Barcelone. Il concourt également au renouveau des Arènes de Nîmes et de Vérone avant de réorienter son parcours. Plus tard, il devient directeur du comité d'organisation des Jeux méditerranéens 1993 à Agde, puis directeur des Jeux méditerranéens 2001 à Tunis. 
Fin 2006, il devient président du club de Marseille Provence XV, qu'il fusionne ensuite avec le RC Vitrolles pour fonder le Marseille Vitrolles rugby, club qu'il préside depuis sa création en 2007. Il ambitionne de faire monter le club en Pro D2 et pour ce faire, il fait un recrutement impressionnant pour la saison 2009-2010. Il fait d'abord venir Alain Hyardet au poste d'entraineur et le Sud-africain Matthys Stoltz comme entraineur des avants, mais surtout, il est à l'origine du recrutement très médiatisé de Jonah Lomu.
En 2007, il est le directeur de la Coupe du monde de rugby à XV 2007 en France. Il travaille aux côtés d'Étienne Thobois, directeur général du comité d'organisation.
En 2010, il quitte la présidence du Marseille Vitrolles rugby pour se consacrer au management de la société Score XV, qu'il a créé en 2008. Cette dernière est une société spécialisée dans le conseil en marketing sportif. Dans le cadre de cette activité, il devient conseiller spécial auprès de l'International Rugby Board, de la Fédération italienne de rugby à XV ainsi que de la Fédération japonaise de rugby à XV. Il est également conseiller auprès de RWCL pour l'élaboration et à la gestion du plan stratégique de la Coupe du monde de rugby à XV 2019.
En décembre 2016, le nouveau comité directeur de la Fédération française de rugby, présidé par Bernard Laporte, lui confie la mission de superviser la candidature de la France à l'organisation de la Coupe du monde de rugby à XV 2023. Le 15 novembre 2017, le conseil de World Rugby attribue à la France l'organisation de la compétition. En 2018, il est nommé directeur du comité d'organisation de la Coupe du monde de rugby à XV 2023.
Claude Atcher est placé en garde à vue le 22 septembre 2020 avec Bernard Laporte, Mohed Altrad, Serge Simon et Nicolas Hourquet dans le cadre de l'affaire Laporte - Altrad. Également interrogés sur les conditions d'attribution de la Coupe du monde 2023, dont le groupe Altrad est partenaire, ils ressortent libres après 48 heures au sein de la Brigade de répression de la délinquance économique.
En juin 2022, les médias français relaient plusieurs témoignages sur son management violent au sein du Comité d'organisation de la Coupe du Monde de Rugby France 2023 ; l'inspection du travail est saisie à la demande du ministère des sports. En juillet 2022, un article de presse évoque de possibles faits de favoritisme et d'abus de bien social. 
La mise à pied conservatoire du directeur général Claude Atcher, « pendant le temps nécessaire à la clôture de l’enquête », est décidée le 29 aout 2022. Le 11 octobre 2022, il est officiellement démis de ses fonctions de directeur général. Au terme de la Coupe du monde 2023 la FFR enregistre « une perte sèche a minima de 19,2 millions d'euros et pouvant atteindre jusqu'à -28,9 millions d'euros » selon le rapport de la Cour des comptes. Claude Atcher nie toute responsabilité dans ce désastre financier.

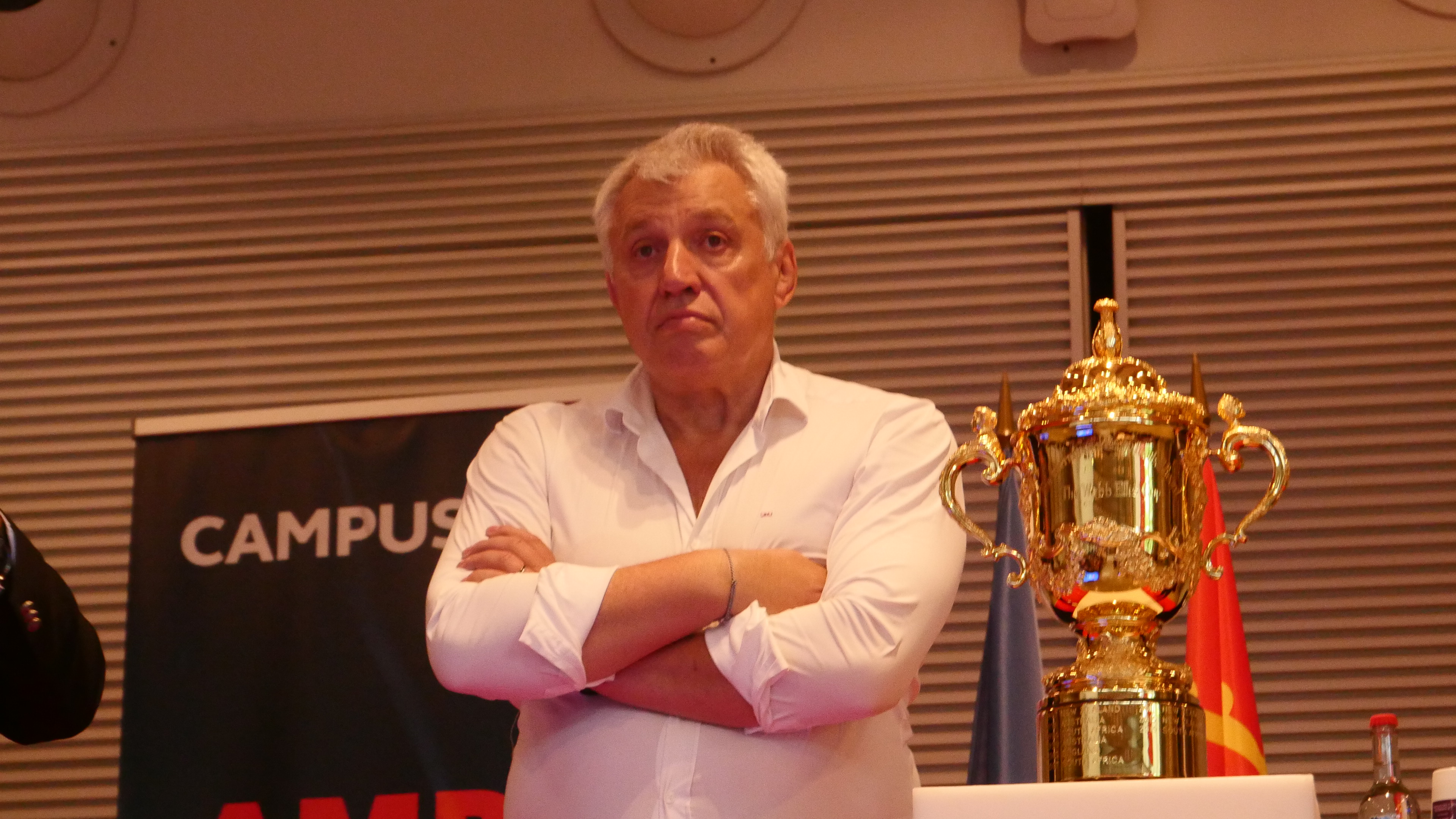
Claude Atcher présentant le Trophée Webb-Ellis aux jeunes apprentis du programme Campus 2023 en Occitanie.
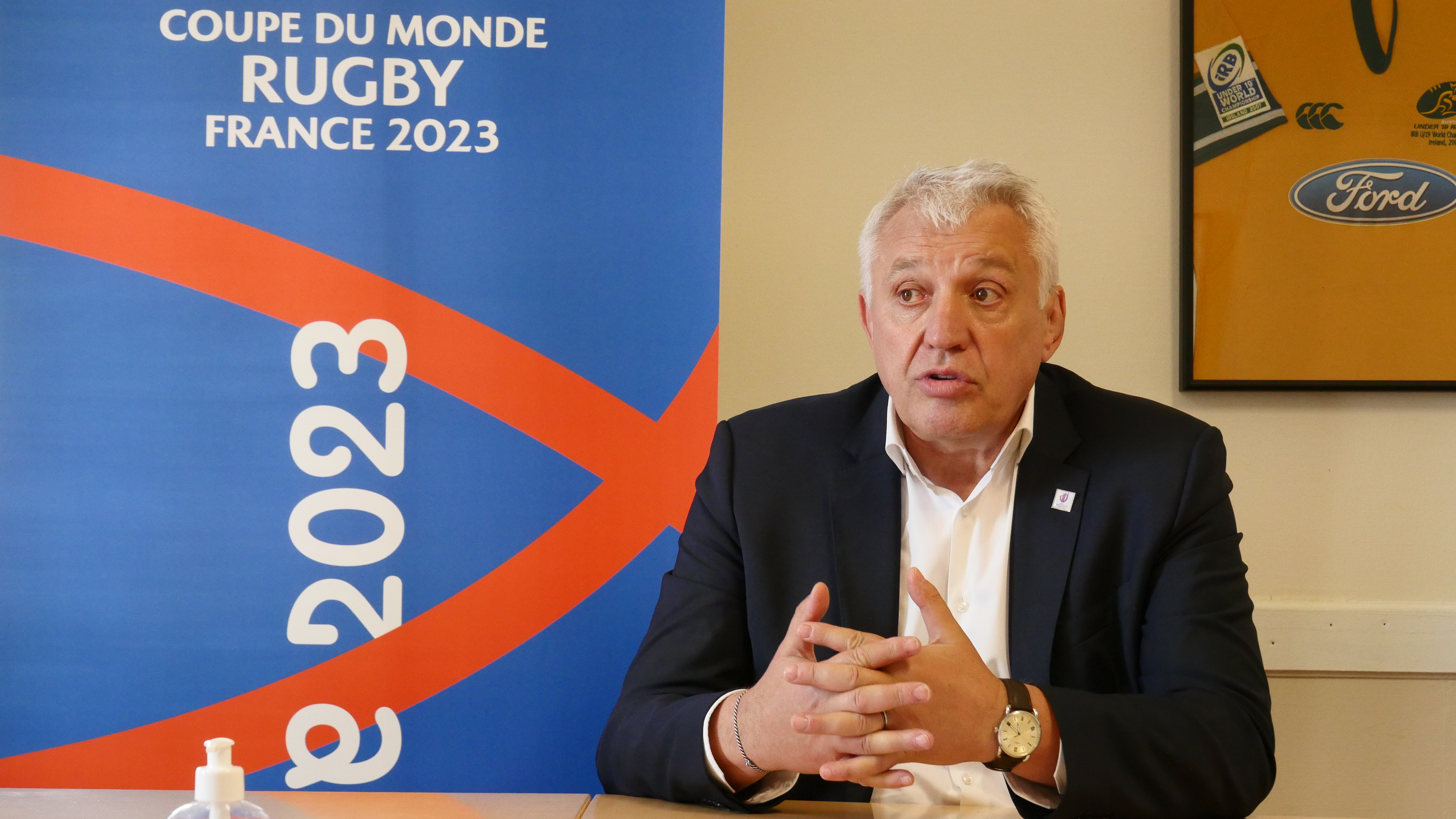
Claude Atcher lors d'une conférence de presse sur l'organisation de la Coupe du monde de rugby à XV 2023

## Palmarès
- Finaliste du championnat de France (1) : 1987